# جان اندرسون (جانورشناس)
جان اندرسون (انگلیسی: John Anderson (zoologist)؛ ۴ اکتبر ۱۸۳۳ – ۱۵ اوت ۱۹۰۰) یک جانورشناس، کالبدشناس، و سیاح اهل بریتانیا بود.